# 카스텔디토라
카스텔디토라(이탈리아어: Castel di Tora)는 이탈리아 라치오주 리에티도에 위치한 코무네다. 로마로부터 북동쪽 50km, 리에티로부터 남동쪽 20km 거리에 있다.